# Windhuk (Schiff, 1936)
Die Windhuk der Woermann-Linie (WL) war das größte Schiff der ältesten Deutschen Afrikareederei. Ihr Schwesterschiff Pretoria ging an die Deutsche Ost-Afrika Linie (DOAL). Beide Schiffe waren von 1937 bis 1939 die Spitzenschiffe des Deutschen Afrika Dienstes.
Die Windhuk lag 1939 bei Kriegsausbruch in Lobito. Im Dezember 1939 gelang ihr die Flucht nach Südamerika, wo sie in Santos aufgelegt wurde. Im Januar 1942 von der brasilianischen Regierung beschlagnahmt, wurde sie im Mai an die USA verkauft. Am 26. März 1943 wurde sie erstmals als USS Lejeune in Dienst gestellt. Das seit Februar 1948 in Tacoma aufliegende Schiff wurde ab August 1966 in Portland abgewrackt.

## Geschichte
Im Juni 1935 bestellten die beiden nach der staatlichen Neuordnung verbliebenen Deutschen Afrikareedereien (DOAL und WL) zwei 16.500 BRT große 18-Knoten-Dampfer bei Blohm & Voss. Das Deutsche Reich hatte großes Interesse am Einsatz der 500 Passagiere fassenden Schiffe, die ein internationales Publikum anziehen und so Devisen gewinnen sollten, eine Idee, die die staatlichen Aufsichtsorgane schon bei der Förderung der Ostasien-Schnelldampfer (Potsdam, Scharnhorst, Gneisenau) verfolgt hatten.
Als erster Neubau wurde die nach der südafrikanischen Hauptstadt benannte Pretoria fertig. Das zweite Schiff wurde nach der Hauptstadt Windhuk der ehemaligen deutschen Kolonie Südwest-Afrika benannt und der Woermann-Linie zugeteilt. Das Schiff mit der Baunummer 507 lief am 17. August 1936, einen Monat nach seinem Schwesterschiff, vom Stapel und wurde am 12. März 1937, drei Monate nach dem ersten Schiff, abgeliefert. Die Windhuk war 175,7 m lang, verfügte über zwei Turbinensätze mit Getriebe von 14200 PSw, deren Dampf in zwei ölgefeuerten Hochdruck-Kesseln der Bauart Benson erzeugt wurde. Die Dienstgeschwindigkeit des Neubaus betrug 18 Knoten. Für die Unterbringung der Passagiere gab es 152 Plätze in der I. Klasse und bis zu 369 in der Touristenklasse. Obwohl der Woermann-Linie gehörend, trug die Windhuk, wie alle auf der Hauptlinie eingesetzten Schiffe, die Schornsteinmarke der DOAL. Bis zur Schornsteinmarke war das Schiff praktisch identisch mit der zuerst gelieferten Pretoria der DOAL.
Am 12. April 1937 trat die Windhuk ihre Jungfernfahrt nach Südafrika an. Die Neubauten wurden auf der Hauptlinie nach Südafrika eingesetzt, die sie 17 Tagen von Hamburg über Rotterdam und Southampton nach Las Palmas und weiter über Walvis Bay und Lüderitzbucht nach Kapstadt bewältigten und vier Tage schneller waren als die bisher eingesetzten Schiffe. Die Schiffe liefen dann noch weiter über Port Elizabeth, East London und Durban bis nach Lourenco Marques, das nach 26 Tagen erreicht wurde. Auf der nach zwei Liegetagen begonnenen Rückfahrt führte die Fahrt ab Kapstadt direkt nach Europa.
Da bei der Ausreise in der Regel neun Ladetage in Hamburg, Rotterdam und Antwerpen benötigt wurden, wurden für die Lösch- und Ladevorgänge eine achttägige Vorreise zu den beiden Beneluxhäfen eingeführt, die als „Hansafahrten“  auch ein Angebot an deutsche Touristen enthielt: den Gästen wurden Ausflüge nach Delft, Den Haag, Scheveningen und Amsterdam bzw. Mechelen, Löwen, Tervuren, Brüssel und Gent sowie Besichtigungen der Schlachtfelder von Ypern und sogar ein dreitägiger Ausflug nach Paris angeboten. Nach der Rückkehr nach Hamburg erfolgte dann die Ausreise der Schiffe nach Südafrika.
Die Windhuk lag 1939 bei Kriegsausbruch im angolanischen Lobito, wo auch die Woermann-Dampfer Wagogo (3118 BRT, 1915) und Wameru (4076 BRT, 1920) Zuflucht gefunden hatten.  Am 15. November 1939 gingen fünf Besatzungsmitglieder der Windhuk mit einem mit Segeln und Motor ausgerüsteten Rettungsboot des Schiffes auf Fahrt zu den zu Spanien gehörenden Kanarischen Inseln, wo sie am 17. Januar 1940 ankamen und dann nach Deutschland zurückkehrten. Im Dezember 1939 verlegte die Windhuk von Lobito, oberflächlich als japanisches Schiff getarnt, nach Südamerika und lief am 7. Dezember 1939 das brasilianische Santos an. Die Überfahrt gelang trotz der alliierten Suchgruppen gegen die Admiral Graf Spee im Atlantik, die den Woermann-Schiffen Adolph Woermann am 22. November und der Watussi am 2. Dezember zum Verhängnis wurden und am 5. Dezember die Ussukuma der DOAL stellten.

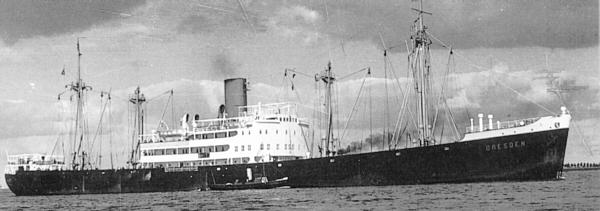
Dresden, erst Gefangenentransporter, dann Blockadebrecher

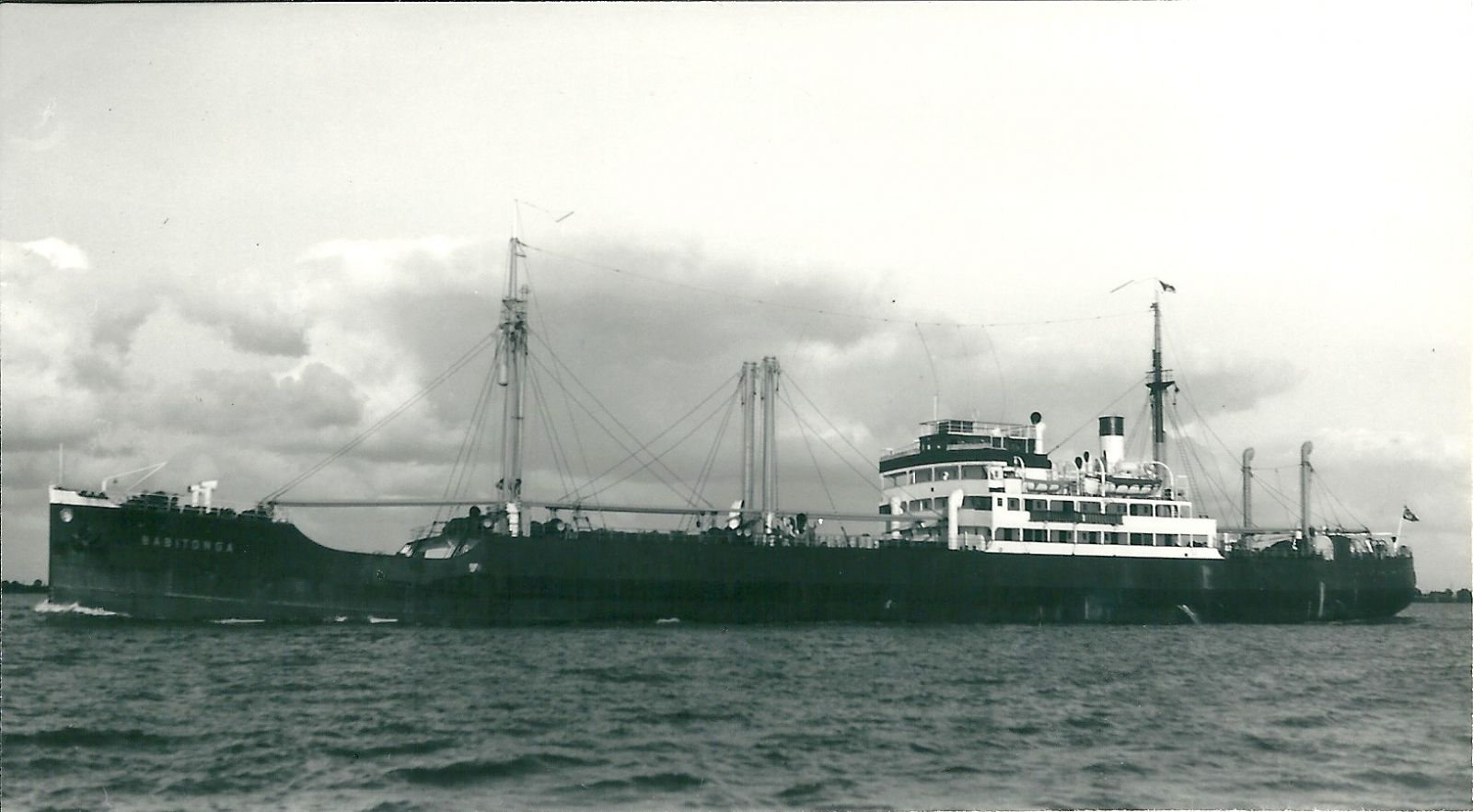
Babitonga, Selbstversenkung am 21. Juni 1941 vor HMS London

In Santos hatten auch andere deutsche Schiffe Zuflucht gesucht, und noch im September 1939 waren von dort die Monte Olivia (13750 BRT, 1925) und das moderne Motor-Frachtschiff Porto Alegre (6105 BRT, 1936) nach Deutschland entkommen. Am 13. Januar 1940 entkam auch das ältere Frachtschiff Santos (5943 BRT, 1923) aus dem Hafen und erreichte am 16. März Hamburg. Bis Februar 1940 versuchten insgesamt 15 Schiffe der Hamburg-Süd aus Brasilien nach Deutschland zu entkommen, was zehn von ihnen auch gelang.
Neben der Windhuk verblieben das Motorschiff Babitonga (1922, 4422 BRT, 12 kn) der Hamburg-Süd und die erst am 15. November 1939 aus Chile eingetroffene Dresden (1937, 5567 BRT, 15 kn) des Norddeutschen Lloyd in Santos, die beide von der Kriegsmarine als Versorger eingeplant waren. Die Dresden, ein Kombischiff des NDL im Südamerika-Westküstendienst, verließ am 28. März 1941 den brasilianischen Hafen, um den Hilfskreuzer Atlantis zu versorgen. Die Babitonga folgte am 24. April 1941.
Die über zwei Jahre in Santos aufliegende Windhuk wurde am 29. Januar 1942 von Brasilien beschlagnahmt, wie schon zwei Tage zuvor das in Rio Grande aufliegende deutsche Frachtschiff Montevideo (6075 BRT) der Hamburg-Süd. Anders als im Ersten Weltkrieg 1917 konnte Brasilien nicht wieder eine Vielzahl von Schiffen beschlagnahmen, da die deutschen Schiffe in den Jahren zuvor Brasilien in die Heimat (z. B. Antonio Delfino, Cap Norte) oder zur Unterstützung deutscher Handelsstörer (wie Dresden, Babitonga) verlassen hatten.
Die Windhuk war bei der Beschlagnahme nicht einsatzbereit, da die deutsche Besatzung des Schiffes in Erwartung der Maßnahme der brasilianischen Behörden die Maschinenanlage gründlich zerstört hatte.

### Dienst als amerikanischer Truppentransporter
Die US Navy kaufte das beschädigte Schiff am 12. Mai 1942 von Brasilien, um es als Truppentransporter zu nutzen. Zuerst wurde die Windhuk nach Rio de Janeiro geschleppt. Die USA entsandten 200 Mann, um die Windhuk wieder fahrbereit zu machen. Schließlich installierte man einen im Februar per Schiff angelieferten neuen Dieselmotor, um das Schiff mit eigener Kraft in die USA zur Instandsetzung zu überführen. Ende März 1943 wurde es als USS Lejeune für die Überführung in Dienst gestellt und in 30 Tagen nach Norfolk, Virginia, überführt, wo der ehemalig deutsche Afrika-Liner am 22. Mai 1943 eintraf.
Dort wurde die Instandsetzung und Reparatur fortgesetzt. Das Schiff erhielt neue Turbinensätze von Bethlehem Shipbuilding, drei Babcock-and-Wilcox-D-Typ-Kessel, neue Getriebe und nur noch einen (neuen) Schornstein. Die bisherige Luxusausstattung im Kabinen- und Servicebereich wurde weitgehend entfernt und das Schiff für eine Besatzung von fast 500 Mann und den Transport von 4500 Soldaten eingerichtet. Auch erfolgte eine Bewaffnung des Schiffes mit einer 5"-127 mm/L 38-Mk.12-Kanone, vier einzelnen 3"-76 mm-/L 50-Mk.17-Kanonen, vier 40 mm Zwillings-Flugabwehrgeschützen und weiteren dreizehn einzelnen 20-mm-Flakgeschützen.

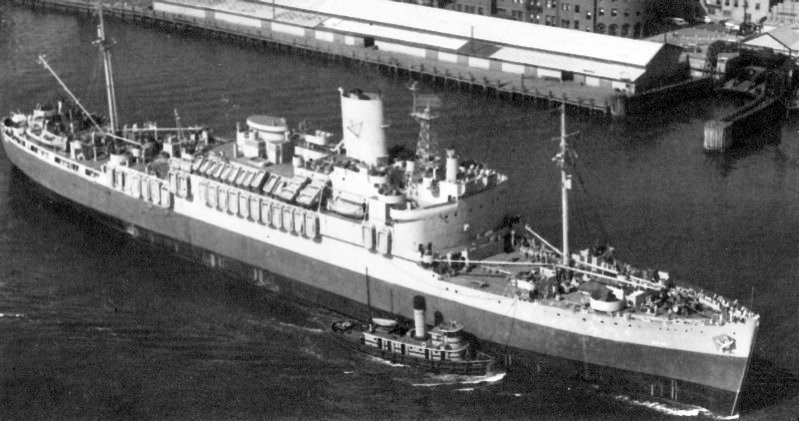
USS Lejeune (AP 74)

Am 12. Mai 1944 erfolgte die Indienststellung des jetzt auch einsatzbereiten Truppentransporters USS Lejeune (AP 74). Die Namensgebung erfolgte zu Ehren von Generalleutnant John A. Lejeune (1867–1942), von 1920 bis 1929 Kommandant des Marine Corps, der als einziger Offizier der Marines auch eine Division der US Army kommandiert hatte.
Die erste Reise des Schiffes begann am 11. Juni 1944 mit 4460 Soldaten von New York nach Glasgow. Auf der ersten Rückreise wurden deutsche Kriegsgefangene in die USA transportiert. Bis zum Kriegsende führte die Lejeune zehn Rundreisen durch, wobei ab Ende Januar 1945 vor allem Le Havre in Europa angelaufen wurde. Im Rahmen der Operation Magic Carpet wurden bis Mai 1946 dann noch neun weitere Reisen zur Rückführung amerikanischer Truppen aus Europa und zur Repatriierung von deutschen und italienischen Kriegsgefangenen durchgeführt. Auf ihren Reisen zwischen 1944 und 1946 lief sie auf der Ostseite des Atlantiks acht verschiedene Häfen an: neben Glasgow und Le Havre auch Greenock, Southampton, Plymouth, Cherbourg, Marseille und Oran.
Ab dem 9. Mai 1946 erfolgte eine Überholung und ein Umbau des Schiffes in Norfolk. Es wurde wieder ein Kabinenbereich für 230 Passagiere eingebaut, der auch von Frauen und Kindern genutzt werden sollte. Hauptsächlich blieb das Schiff weiterhin ein Truppentransporter für jetzt 2700 Soldaten. Die Friedensbesatzung wurde auf 350 Mann reduziert.
Am 28. September 1946 verlegte die Lejeune von der amerikanischen Ostküste in den Pazifik, um auf weiteren vier Reisen ab San Francisco zwischen dem 19. Oktober 1946 und dem 1. August 1947 bis nach Shanghai, Tsingtau und Yokosuka Truppen und Internierte zu transportieren. Ihre letzte Reise im Dienst des Naval Transport Service endete am 29. August in ihrem alten Heimathafen New York. Am 25. September kehrte sie wieder nach San Francisco zurück.
Am 2. Oktober lief die ehemalige Windhuk weiter nach Bremerton (Washington), wo sie am 9. Februar 1948 außer Dienst gestellt und dann der Pacific Reserve Fleet in Tacoma, Wash., zugeteilt wurde. Im Juli 1957 wurde die Lejeune von der Liste der Schiffe der US Navy gestrichen und ab August 1966 erfolgte der Abbruch des Schiffes in Portland.

### SchwesterschiffPretoriader DOAL
| Name     | BauNr.  | BRT   | Stapellauf in Dienst  | weiteres Schicksal |
| -------- | ------- | ----- | --------------------- | --- |
| Pretoria | Nr. 506 | 16662 | 16.07.1936 11.12.1936 | ab 1939 Wohnschiff der Kriegsmarine, Februar 1945 Lazarettschiff, Flüchtlingstransporte von der Danziger Bucht nach Dänemark, im Mai 1945 von der Royal Navy übernommen, als britischer Truppentransporter Empire Doon ab Oktober 1945 eingesetzt, 1948/49 Umbau, dann 18036 BRT Empire Orwell, als Gunung Djati ab März 1959 Pilgerschiff, ab 1979 indonesischer Truppentransporter Kri Tanjung Pandan IMO 5138395, 1987 in Taiwan abgewrackt |